# Diámetro hidráulico
El diámetro hidráulico, Dh, es un término comúnmente utilizado en hidráulica cuando se manejan fluidos en canales y tubos no circulares. Utilizando éste término se puede estudiar el comportamiento del flujo de la misma forma como si fuera una tubería de sección circular.
Definición:
{\displaystyle D_{h}={\frac {4A}{P}}}
Donde A es el área de la sección transversal del conducto y P es el perímetro mojado.
Para un tubo circular, queda como:
{\displaystyle D_{h}={\frac {4{\frac {\pi D^{2}}{4}}}{\pi D}}=D}
Para una conducto anular (tubo con eje interior) el diámetro hidráulico es:
{\displaystyle D_{h}={\frac {4\cdot 0.25\pi (D_{o}^{2}-D_{i}^{2})}{\pi (D_{o}+D_{i})}}=D_{o}-D_{i}}
y para un conducto de sección rectangular:
{\displaystyle D_{h}={\frac {4LW}{2(L+W)}}={\frac {2LW}{L+W}}}
Para el caso especial de un conducto cuadrado, donde L=W, entonces Dh = L. Para otro caso extremo como un conducto muy ancho, por ejemplo, una ranura de ancho W donde L ≫ W', entonces Dh = 2W.
Para conductos o tuberías totalmente llenas cuya sección transversal es un polígono regular, el diámetro hidráulico es equivelente al diámetro del círculo inscrito en el perímetro mojado.
La fórmula de Manning posee un parámetro llamado radio hidráulico. El nombre sugiere cierta relación, y efectivamente la hay, pero en este caso el diámetro hidráulico no es el radio hidráulico multiplicado por dos, sino por cuatro:
{\displaystyle D_{h}=4r_{h}}